# Pawieł Smolski
Pawieł Aleksandrowicz Smolski (ros. Павел Александрович Смольский, ur. 17 marca 1931 we wsi Jańkowo w obwodzie centralno-czarnoziemskim, zm. 19 czerwca 1987 w Riazaniu) – radziecki działacz partyjny.
Ukończył Moskiewski Instytut Inżynierów Transportu Kolejowego, od 1955 był członkiem KPZR, od 1957 funkcjonariuszem partyjnym w obwodzie moskiewskim. W latach 1964–1979 pracował w aparacie KC KPZR, 1979-1985 był zastępcą kierownika Wydziału Pracy Organizacyjno-Partyjnej KC KPZR, a od 14 grudnia 1985 do końca życia I sekretarzem Komitetu Obwodowego KPZR w Riazaniu. Deputowany do Rady Najwyższej ZSRR 11 kadencji. Pochowany na Cmentarzu Nowodziewiczym.